# Ruben Nöjd
Ruben Ferdinand Nöjd, född 9 maj 1891 i Stora Åby socken, död 17 februari 1960 i Eskilstuna, var en svensk skolman och språkvetare.
Ruben Nöjd var son till handlaren Anders Viktor Nöjd. Han avlade mogenhetsexamen i Linköping 1909 och studerade därefter vid Uppsala universitet där han blev filosofie magister 1912, filosofie licentiat 1915 och filosofie doktor 1919. Han var lärare vid Göteborgs samskola 1919–1925, extra ordinarie lektor i Eksjö 1926–1927 samt utnämndes till adjunkt i Jönköping 1927. Från 1928 var han lektor i engelska och franska vid Högre allmänna läroverket i Eskilstuna. Våren 1943 var han tillförordnat undervisningsråd, och från 1939 var han granskare av engelska läroböcker i statens läroboksnämnd. Nöjd företog flera studieresor till Förenta staterna, Storbritannien och Frankrike samt gjorde en betydande insats som lexikograf. Han medverkade i Kärre-Lindkvist-Nöjd-Redins Engelsk-svensk ordbok (1935), utgav en mindre Engelsk-svensk ordbok (1939) samt den större Wenström-Nöjds Engelsk-svensk ordbok (1941). Dessutom publicerade han The Vocalism of Romanic Words i Chaucer (1919, doktorsavhandling) samt Engelsk ordbildningslära för skolbruk (1932). Åren 1940–1943 tillhörde Nöjd stadsfullmäktige i Eskilstuna som representant för Folkpartiet.